# Liste der Monuments historiques in Chaux (Côte-d’Or)
Die Liste der Monuments historiques in Chaux führt die Monuments historiques in der französischen Gemeinde Chaux auf.

## Liste der Objekte
| Bezeichnung          | Beschreibung                               | Standort                       | Kennzeichnung | Schutzstatus | Datum | Bild |
| -------------------- | ------------------------------------------ | ------------------------------ | ------------- | ------------ | ----- | ---- |
| Pluviale             | Seide, bestickt, 18. oder 19. Jahrhundert  | in der Kirche St-Pierre (Lage) | PM21004885    | Inscrit      | 2013  |      |
| Prozessionsbaldachin | mit Gestänge; Stoff, Holz, 19. Jahrhundert | in der Kirche St-Pierre (Lage) | PM21004886    | Inscrit      | 2013  |      |
| Skulptur Petrus      | Holz, farbig gefasst 15. Jahrhundert (?)   | in der Kirche St-Pierre (Lage) | PM21004887    | Inscrit      | 2013  |      |